# François Lay
Pour les articles homonymes, voir Lay.
François Lay, dit Laÿs (ou Laïs ou, plus communément, Lays) est un chanteur classique né le 14 (ou 6) février 1758 à La Barthe-de-Neste (Hautes-Pyrénées) et mort à Ingrandes (Maine-et-Loire) le 27 mars 1831.

## Biographie
François Lay naît dans un milieu modeste (son père est fermier). Il est d'abord formé au chant et aux autres disciplines musicales par Durand (ou Dunand), maître des enfants de chœur qui constituent le chœur d'enfants (la maîtrise) du monastère Notre-Dame de Garaison (Hautes-Pyrénées actuellement), important site de pèlerinage depuis le XVIe siècle jusqu'à la Révolution. Comme d'habitude dans les établissements d'enseignement liés à une église, le niveau musical y est élevé. Durand était en place depuis 1764.
Après qu'il a terminé son cycle d'études, à l'âge de 17 ans, il part étudier la philosophie et la théologie, à Auch. Finalement parti étudier le droit à l'université de Toulouse, il continua à chanter. Là-bas, il a pu être lié à un chœur d'église (qui étaient à l'époque constitués de choristes professionnels, formés comme lui dans les maîtrises). Mais il a pu aussi, d'une manière plus générale, participer à la vie musicale toulousaine.
L'intendant du Languedoc remarque la voix exceptionnelle du jeune homme et l'envoie à Paris, à l'âge de 21 ans. Il s'y distingue dans les œuvres de Rameau, Gluck, Grétry, Cherubini et Lesueur, tous auteurs d'œuvres d'inspiration très diverse, profane ou religieuse. Admiré à la fois par Marie-Antoinette et Napoléon Ier, il est premier soliste aux concerts de la Reine (1781), puis, environ vingt ans plus tard, premier chantre à la chapelle impériale des Tuileries, dirigée d'abord par Paisiello et ensuite par Lesueur.
Il est qualifié selon le cas de ténor grave, baryton, basse-taille ou même haute-contre : en effet il figurait, sur le tableau des acteurs de l'Opéra de Paris, parmi les premières basses-tailles, dans une catégorie, donc, qui correspondait jadis à celle de la basse chantante ou du baryton-basse modernes, mais dans laquelle on incluait, à partir du milieu du XVIIIe siècle, toutes les voix graves des hommes. Au dire des frères Michaud, cependant, la voix de Lay, « la plus parfaite qu'on ait entendue à l'Opéra (...) n'était pas précisément une basse-taille, quoique celui qui la possédait la forçât quelquefois outre mesure, (...) Ce n'était pas non plus un ténor ou haute-contre, comme on l'a dit par erreur dans l'Année théâtrale de l'an IX, mais un admirable baryton ou concordant, grave, pur, sonore et flexible, qui étonnait par son étendue et son volume. »
Il participa à la création d'environ soixante-dix opéras, notamment La Caravane du Caire, de Grétry (1783), Anacréon chez Polycrate du même (1797), Ossian, ou les Bardes, de Lesueur (1804), et Le Triomphe de Trajan, du même (1807), mais aussi Démophoôn (1788) et Anacréon ou l'amour fugitif (1803) de Cherubini, et La Vestale (1807) et Fernand Cortez de Gaspare Spontini.
C'était un fervent rousseauiste, qui deviendra proche des idées révolutionnaires et même, dans un premier temps, membre du Club des Jacobins. Il s'éloignera du jacobinisme dès 1792, peu avant la Terreur proprement dite, horrifié par le bain de sang et la dictature. Lors de la Restauration (à partir de 1814-1815), il tombera dans un oubli relatif. En 1814 il a 56 ans. Il deviendra professeur de musique au Conservatoire de Paris entre 1822 et 1827 (le Conservatoire, alors appelé « École royale de musique et de déclamation », avait été créé par la Révolution, en 1792 d'abord, pour la musique militaire, puis établi définitivement et élargi, en 1795).
Laÿs se retirera ensuite à la campagne (Ingrandes, en Maine-et-Loire) où il mourra en 1831. À la suite de sa mise à l'écart par la Restauration (qui ne lui pardonnait rien, et surtout pas ses errements auprès du Club des Jacobins ou sa relative proximité avec les Enragés), son niveau de fortune était devenu très modeste, eu égard à la brillante carrière qui avait été la sienne. Laÿs se trouva même parfois dans la gêne, du fait de certaines raideurs venant du pouvoir et également de lui-même.